# 91 FM Sertaneja
91 FM Sertaneja (antiga Clube 1 BandNews FM) é uma estação de rádio brasileira do município de São Carlos, São Paulo. Opera atualmente em FM 91,1 MHz, e é migrante AM-FM. Localizava-se na rua Salomão Scheves n.º 670, Jardim Cruzeiro do Sul e atualmente localiza-se na Avenida Dr. Carlos Botelho, 2140 (esquina com Rua Dona Alexandrina), conhecida como Esquina da Torre. Foi afiliada mista da Rádio Bandeirantes e da BandNews FM desde a sua migração em 2019, até a mudança de formato em 2022.

## História
A emissora foi criada e instalada em 1958 por Leôncio Zambel, como Rádio Progresso, na faixa de AM 1400 kHz, com potência de 5 000 watts (5 kW).
Em 1997 foi adquirida pelo Sistema Clube de Comunicação de Ribeirão Preto, o qual; mudou o nome fantasia da emissora para Rádio Clube AM.
A rádio é associada ao Sintesp - Sindicato das Empresas de Rádio e Televisão no Estado de São Paulo.
Em setembro de 2019, a Anatel libera a mudança da outorga de AM para FM, em razão da migração.
Em outubro de 2019, os programas da emissora anunciam a migração da emissora para FM e que a nova programação está sendo montada e assim no dia 9 de outubro, a emissora liga seu novo transmissor FM, como o estúdio está em fase de ajustes, os programas da emissora foram paralisados até o dia da estreia, que foi confirmada para dia 4 de novembro (aniversário de São Carlos). O Sistema Clube, anuncia também anuncia que a Clube 1, terá conteúdo da BandNews FM, tendo a programação local e da rede, nos mesmos moldes da Rádio Clube 1 de Ribeirão Preto.
Em agosto de 2022, a rádio passa a se fazer expectativa para a 91 FM Sertaneja, nos moldes da 106 FM Sertaneja, de Ribeirão Preto, também do Sistema Clube de Comunicação. Com isso, o grupo possui duas emissoras populares similares na cidade de São Carlos. 